# 킬러 엘리트 (1975년 영화)
킬러 엘리트(The Killer Elite)는 미국에서 제작된 샘 페킨파 감독의 1975년 드라마, 스릴러, 액션 영화이다. 제임스 칸 등이 주연으로 출연하였고 마틴 바움 등이 제작에 참여하였다.

## 출연

### 주연
- 제임스 칸
- 로버트 듀발

### 조연
- 아더 힐
- 보 홉킨스
- 이와마츠 마코
- 버트 영
- 기그 영
- 톰 클랜시

## 제작진
- 원작자: 로버트 로스탠드
- 미술: 테드 하워스
- 의상: 레이 서머스
- 배역: 제인 페인버그
- 배역: 마이크 펜튼